# Lincoln (hrabstwo Polk)
Lincoln – miasto w Stanach Zjednoczonych, w stanie Wisconsin, w hrabstwie Polk.